# 碳化锆
碳化锆是锆的碳化物，化学式 ZrC。

## 制备
和碳化钛类似，碳化锆可以由二氧化锆和碳反应而成：
{\displaystyle \mathrm {ZrO_{2}+3\ C\longrightarrow ZrC+2\ CO} }
它也可以由碳和锆在2000 °C下直接反应而成。由于碳化锆对氮气很敏感，所以在烧结的时候要用极纯的氩。反应中，碳会溶解到碳化锆里，使熔点下降到3100 °C。冷却后，溶解的碳会掉出来。
{\displaystyle \mathrm {Zr+C\longrightarrow ZrC} }
四氯化锆和甲烷反应，也会产生碳化锆：
{\displaystyle \mathrm {ZrCl_{4}+\ CH_{4}\longrightarrow \ ZrC+4\ HCl} }

## 性质
碳化锆是一种无臭的灰色固体，不溶于水。它也不溶于盐酸和硫酸，但溶于硝酸。它在800 °C 的空气中稳定。碳化锆的晶体结构和氯化钠一样。它的维氏硬度为25.5 GPa，杨氏模量为350 至440 GPa。它在250 °C以上和卤素反应，形成四卤化物。类似碳化钛，碳化锆可以形成氮气和氧气的固体溶液。

## 用处
与碳化钛不同，碳化锆尽管具有良好的性能，但仅用于核反应堆和聚变反应堆的燃料涂层。究其原因，可能是因为碳化锆的价格高，且杂质难以去除。